# Crkva Svih Svetih i groblje sa stećcima u Kljenku
Crkva Svih Svetih i groblje sa stećcima u selu Kljenku, Grad Vrgorac, zaštićeno kulturno dobro.

## Opis dobra
Crkva Svih Svetih u Kljenku jednobrodna je građevina s kvadratnom apsidom na istoku, glavnim ulazom na zapadu i trodijelnom preslicom na pročelju. Građena je vjerojatno na temeljim starije crkve, u prvoj polovici 18. stoljeća. U zidove crkve uzidano je četrnaest stećaka, dok je jedan u crkvi i služi kao podnožje oltara. Stećci svjedoče o postojanju srednjovjekovnog groblja oko crkve.

## Zaštita
Pod oznakom Z-2802 zavedena je kao nepokretno kulturno dobro - pojedinačno, pravna statusa zaštićena kulturnog dobra, klasificirano kao "sakralna graditeljska baština".